# GNU social
GNU social (precedentemente conosciuto come StatusNet e prima ancora come Laconica) è un server di microblogging software gratuito e open source scritto in PHP che implementa lo standard OStatus per l'interoperabilità tra le installazioni. Pur offrendo funzionalità simili a Twitter, GNU social cerca di offrire il potenziale per comunicazioni aperte, interservizi e distribuite tra comunità di microblogging. Le imprese e gli individui possono installare e controllare i propri servizi e dati.
GNU social è stato distribuito su centinaia di server interoperabili.

## Funzioni

### Standard
- Pubblica aggiornamenti tramite un client  XMPP/Jabber[5]
- OpenID provider e autenticazione
- Supporto per il protocollo OStatus 
  - Sottoscrizioni via PubSubHubbub
  - Risposte via protocollo Salmon
  - Microformat HTML semantico di profili e notifiche[6][7]
- Un'API compatibile con Twitter
- Categorizzazione utilizzando hashtag
- Gruppi, usando bangtags
- Localizzazione e traduzioni dell'interfaccia utente (usando  Gettext)
- Accorciamento automatico di URL self-hosted
- Allegati (aggiungi file, immagini, video, audio alle ammaccature)
- File multimediali allegati disponibili in formato podcast
- Incorporamento di contenuti da altri siti, come YouTube, Flickr, ecc.

### Disponibili
- Webmention e Pingback comunicazione con siti IndieWeb[8]
- Geolocalizzazioni e mappe
- SMS aggiornamenti e notifiche
- Cross-post su Twitter
- Aggiornamento in tempo reale

## Storia
Il primo schieramento (noto come Laconica) è stato il servizio di microblogging open Identi.ca. Ospitato dai creatori StatusNet Inc. originali di StatusNet, Identi.ca ha offerto account gratuiti al pubblico e funge da co-fiore all'occhiello (insieme a freelish.us) per la versione installabile di StatusNet. Il sito è migrato su pump.io.
La versione 0.9.0, pubblicata il 3 marzo 2010, ha aggiunto il supporto per OStatus, un nuovo standard di aggiornamento distribuito che sostituisce OpenMicroBlogging.
Nel dicembre 2012, Evan Prodromou ha annunciato "un wind-down" del servizio status.net in modo che potesse concentrarsi su un nuovo server di flusso di attività open source, pump.io. Di conseguenza, Identi.ca sarebbe anche cambiato in pump.io. Tutto nell'ultimo anno prima del 1 maggio 2013 verrebbero migrati gli account attivi. Il 10 luglio 2013 Identi.ca è passata a pump.io.
L'8 giugno 2013 è stato annunciato che StatusNet sarebbe stato integrato nel progetto sociale GNU, insieme a Free Social.
Il servizio è interoperabile con il social network federato Mastodon e altre piattaforme OStatus.

### Nomi
StatusNet è stato rinominato da Laconica in coincidenza con la pubblicazione della versione 0.8.1 (meglio conosciuto come "Second Guessing") del software StatusNet.
Il nome di StatusNet "riflette semplicemente ciò che fa il nostro software: invia aggiornamenti di stato nel tuo social network".
Il nome di Laconica era un riferimento alla frase laconica, una frase particolarmente concisa o concisa, i cui nomi sono notoriamente attribuiti ai dirigenti di Sparta (la Laconia è la regione greca che contiene Sparta). Nel microblogging, tutti i messaggi sono forzati ad essere molto brevi a causa della tradizione di ~ 140 caratteri sulla dimensione del messaggio, quindi sono tutte frasi laconiche de facto.